# Джон Хауърд Нортроп
Джон Хауърд Нортроп (на английски: John Howard Northrop) е американски биохимик, който печели Нобелова награда за химия през 1946 г. заедно с Джеймс Съмнър и Уендъл Стенли. Наградата им е връчена за усилията им по изолирането, кристализирането и изучаването на ензими, протеини и вируси.

## Биография
Нортроп е роден в Йонкърс, Ню Йорк, син на Джон Нортроп, зоолог и преподавател в Колумбийския университет, и Алис Нортроп, учителка по ботаника. Баща му умира по време на лабораторен взрив две седмици преди да се роди малкия Джон. Той получава образованието си в средното училище Йонкърс, а след това в Колумбийския университет, където защитава докторска степен по химия през 1915 г. През Първата световна война той провежда изследвания за американския химически корпус върху производството на ацетон и етанол чрез ферментация. Това го кара да започне да работи върху ензимите.
През 1929 г. Нортроп успява да изолира и да кристализира стомашния ензим пепсин и открива, че той е всъщност протеин. През 1938 г. изолира и кристализира първия бактериофаг (малък вирус, който напада бактерии) и определя, че той е нуклеопротеин. Нортроп също изолира и кристализира пепсиноген (предшественика на пепсина), трипсин, химотрипсин и карбоксипептидаза.
За книгата си от 1939 г. Crystalline Enzymes: The Chemistry of Pepsin, Trypsin, and Bacteriophage Нортроп е награден с медал Даниъл Жиро Елиот от Националната академия на науките на САЩ. Избран е за член на Американската академия на изкуствата и науките през 1949 г. Нортроп работи за Рокфелеровия институт по медицина в Ню Йорк от 1916 г. до пенсионирането си през 1961 г. През 1949 г. се присъединява към Калифорнийския университет, Бъркли в качеството си на професор по бактериология, а по-късно е назначен за професор по биофизика.

### Личен живот
През 1917 г. Нортроп се жени за Луиз Уолкър, от която има две деца: Джон, който става океанограф, и Алис, която се омъжва за нобеловия лауреат Фредерик Робинс. Семейството живее в малка къща близо до Маунт Вернон, Ню Йорк. Докато децата порастват, а Нортроп се стреми към по-хубаво работно място, семейството се мести в крайбрежен район в Масачузетс. Това скъсява пътуването до лабораторията на Нортроп в Принстън, Ню Джърси, а също така го доближава до природата, на което той особено се наслаждава. Нортроп се самоубива в Уикънбърг, Аризона през 1987 г.